# Carlos Frederico Bernardo de Caula
Carlos Frederico Bernardo de Caula CvTE (Elvas, 1 de abril de 1766 – Portugal, 21 de setembro de 1835), 1º Visconde de Elvas, foi um Engenheiro Militar, Brigadeiro, General de Armas e  Marechal de Campo do Exército português, além de Conselheiro de Estado do Império Brasileiro. Atuou em Portugal e no Brasil durante o reinado de D. João VI.

## Biografia

### Carreira em Portugal
Brigadeiro do Real Corpo de Engenheiros, foi colaborador nos estudos preparatórios para a elaboração da primeira Carta Geral do Reino e pela introdução da telegrafia visual terrestre em Portugal. Em 1788 participou da equipe responsável por formar a "Triangulação Geral do Reino". Eram estudos completamente novos em Portugal, que visavam a medição do grau de meridiano, na sequência dos importantes trabalhos que haviam começado em França para o estudo da forma da Terra.
Promovido ao posto de ajudante de infantaria com exercício de engenheiro por Decreto de 18 de Setembro de 1789. Em 1790 saiu de Lisboa, juntamente com Francisco António Ciera, e o engenheiro militar de origem catalã Pedro Folque (pai de Filipe Folque) para com eles fazer o reconhecimento geral do território português, efetuando-se as primeiras observações no dia 18 de outubro na Nossa Senhora do Castelo, Aljustrel, continuando depois em várias províncias a escolha de pontos que deviam de servir de vértices aos triângulos. Conseguiram constituir uma carta de triangulações de Portugal, que, mais tarde, em 1837, foi mandada litografar por Manuel Passos.
Em 3 de novembro de 1792 foi promovido a Capitão, durante reformulação no Corpo de Engenheiros. Por Decreto de 19 de Outubro de 1798, D. Maria I nomeou-o para membro da Sociedade Real Marítima Militar e Geográfica.
Durante os anos de Brigadeiro do Exército de Portugal, atuou fortemente na construção de pontes estradas e fortificações. Após a transferência da corte portuguesa para o Brasil, motivada pelos desdobramentos das guerras Napoleônicas, deu continuidade ao trabalho de defesa e triangulação do Reino, visto que após a retirada do general Junot, o terreno encontrava-se exposto, devastado e ainda não estava totalmente topografado. Nomeado tenente-coronel, foi designado para chefiar nova equipe de engenheiros militares, desta vez composta pelo major José Maria das Neves Costa, o major Joaquim Norberto Xavier de Brito, e o então segundo tenente José Feliciano Farinha, tendo sido finalizados os trabalhos em 1809, e repassados ao Lord Wellington, que cuidava do governo e da defesa do Reino, adotando o sistema de defesa das linhas de torres vedras.
Em 9 de fevereiro de 1809 foi nomeado Governador Militar da Vila Franca de Xira, uma vila portuguesa de importância estratégica.
Em 1812, já nomeado coronel, foi designado à linha de defesa do Reino na cidade de Aldeatejada, estando o Real Corpo de Engenheiros designados para esta localidade, tendo o Exército Português sob ordens do Marechal Beresford, o qual designava os regimentos por localidade.

### Os Anos no Brasil
Sob ordens de Carta Régia expedida por D. João VI, para o Marquês de Angeja em 27 de abril de 1817, foi convocado a embarcar para o Brasil, juntamente com dois Regimentos de Infantaria e alguns oficiais do Exército Português.
Foi laureado em 6 de Fevereiro de 1818, pelo Rei D. João VI, como Cavaleiro da Ordem da Torre e Espada, uma ordem militar portuguesa fundada por D. Afonso V de Portugal em 1459, constituindo, desde o seu início, a mais alta Ordem de Cavalaria do Reino de Portugal. Esta Ordem foi extinta em 1834, estabelecendo-se em seu lugar a Ordem Militar da Torre e Espada, do Valor, Lealdade e Mérito. Foi promovido a marechal de campo em 20 de Março de 1821.
Ainda no Brasil, Carlos Frederico esteve como Governador das Armas, e só então, foi Ministro da Guerra do então Príncipe Regente, D. Pedro I entre 24 de fevereiro de 1821 e 16 de janeiro de 1822, poucos dias depois do Dia do Fico. Esta indicação foi feita por seu amigo, Silvestre Pinheiro Ferreira, que o precedeu, e foi aceita por D. João VI e pelas Cortes Gerais, que reunidas no Palácio das Necessidades em Portugal, exigiam a volta de El-Rei, que estava no Brasil desde 1808. Durante seu mandato ministerial, entre outras atribuições, acompanhou vários movimentos pela independência, a exemplo de correspondências recebidas do brigadeiro Manuel Inácio de Sampaio, seu amigo e governador da capitania do Ceará (1812 a 1820) e da capitania de Goiás (1820 a 1822). Com a Proclamação de Independência, foi montado um novo ministério, o Ministério dos Negócios da Guerra, a partir daí, do Brasil Império.

### Regresso a Portugal
Deixou o Brasil em uma frota de navios que conduzia a divisão portuguesa, saindo do Rio de Janeiro e voltando a Portugal em 15 de fevereiro de 1822. Seu regresso a Portugal foi registrado na sessão 380 das cortes, de 29 de Maio, relatando a chegada da Nau D. João VI, tendo por comandante o Sr. José Marcelino Pereira, havendo durado 66 dias de viagem.
O Gen. Carlos Frederico foi nomeado Governador de Elvas em maio de 1825. Foi nomeado comandante do Real Corpo de Engenheiros por Decreto de 28 de Dezembro de 1826. Em 29 de janeiro de 1827, às vésperas das Guerras liberais, foi nomeado Conselheiro de Estado por D. Maria II em meio a um turbilhão político. Com a morte de D. João VI, levantava-se um problema de sucessão. Após D. Pedro IV ter sido forçado a abdicar do trono de Portugal em favor do trono do Brasil, D. Maria II subia ao trono por legitimidade. Entretanto, D. Miguel, que já se revoltara pelo menos duas vezes e estava exilado em Viena, foi nomeado regente do reino. Em 1827, enfrenta os piores momentos da guerra civil portuguesa, entre liberais e miguelistas, sendo capturado e preso na Torre da Barra em 1828 juntamente com Silva Lopes, Manuel Leitão e do Conde e da condessa de subserra, entre outros 618 presos. Ao ser libertado, recebeu o título de 1º Visconde de Elvas em 1833.

## Família
Carlos Frederico era filho de Bernardo de Caula, de origem francesa, que ingressou no exército português, como primeiro-tenente da Companhia de Mineiros e Sapadores do Regimento de Artilharia de Lagos, em 7 de Novembro de 1763. Em 17 de Outubro de 1771, este foi promovido a capitão e em 26 de Março de 1789, passou à situação de reforma por motivo de doença (cf. Arq. Hist. Militar, Processo de Bernardo de Caula, Arq. Hist. Militar Cx. 363).
Foi pai de Carlos Maria de Caula (1809-1886), Futuro Marechal de Campo e 2º Visconde de Elvas (1865).
Suas filhas, Carlota Maria de Araújo de Caula e Maria Carlota de Araújo de Caula, casaram com Manuel Duarte Leitão, Português influente, Ministro da Justiça e Secretário de Estado. 
Deste segundo casamento nasceram três filhos: 
- Eugénia de Caula Leitão;
- Carlos Duarte de Caula Leitão (1827 - 6 de junho de 1865, Lapa (Lisboa);
- Maria Carlota de Caula Leitão (1838 - 2 de outubro de 1851, Lapa (Lisboa).